# Neomudéjar

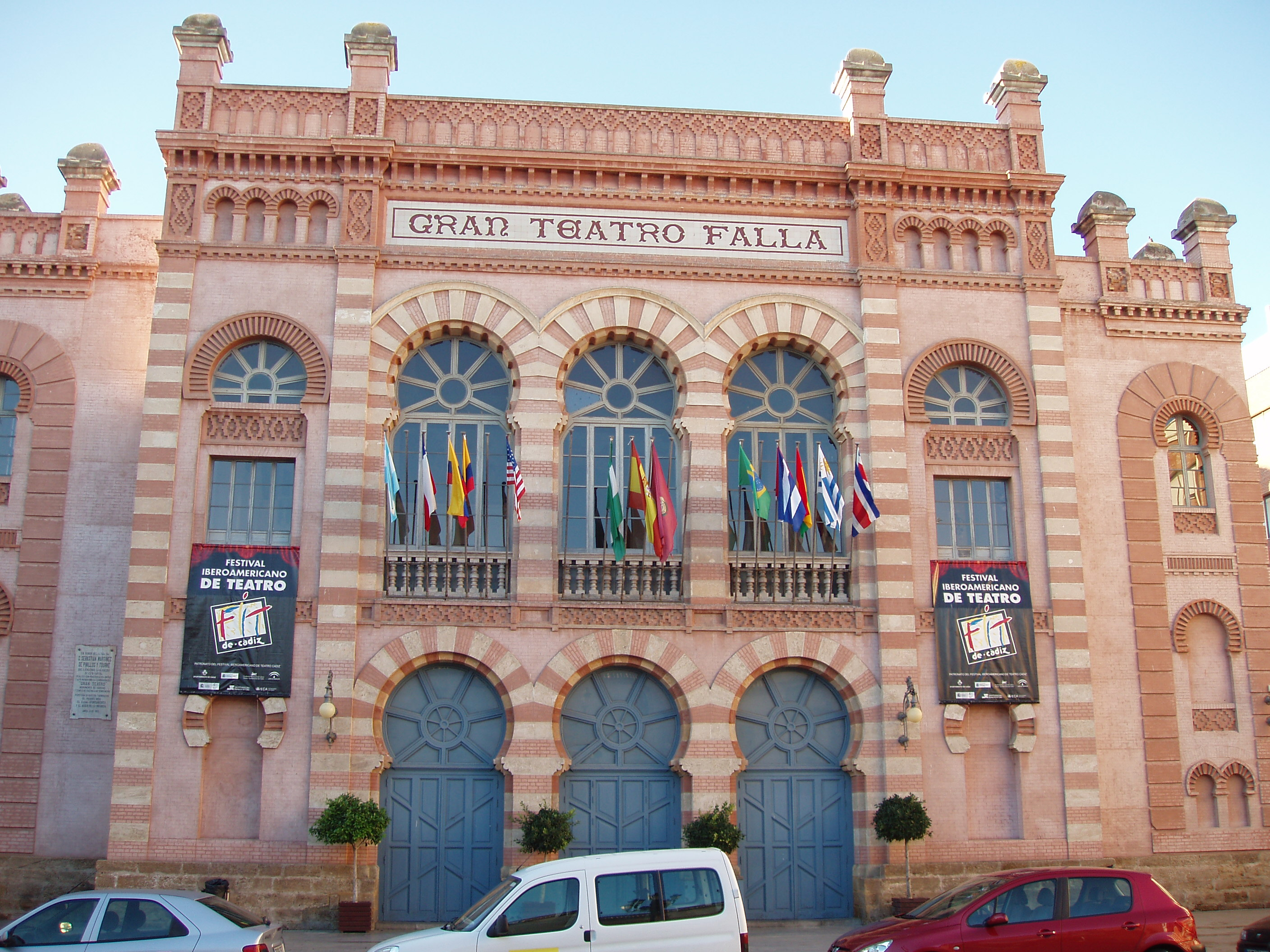
Gran Teatro Falla i Cádiz (1883).

Neomudéjar är en typ av förnyad morisk arkitektur. I Spanien växte denna arkitektoniska rörelse fram som ett återupplivande av Mudéjarstilen. Den dök upp i slutet av 1800-talet i Madrid, och spred sig snart till andra delar av landet. Arkitekter som Emilio Rodríguez Ayuso uppfattade Mudéjarkonst som karaktäristisk och exklusiv spansk stil. De började uppföra byggnader med några av den gamla stilens kännetecken, som hästskobågar, kakel i arabeskmönster och användandet av abstrakt formad tegelornamentik för fasaderna.

## Historik
De första exemplen på Neomudéjarstilen var Plaza del Toros (en numera riven tjurfäktningsarena i Madrid) som byggdes 1874, Escuelas Aguirre, byggd efter ritningar av Rodríguez Ayuso, samt Casa Vicens av Antoni Gaudí. Stilen blev en stark och nästan obligatorisk referens för byggandet av tjurfäktningsarenor i Spanien och utanför dess gränser, som Portugal och Latinamerikanska länder.

## Galleri

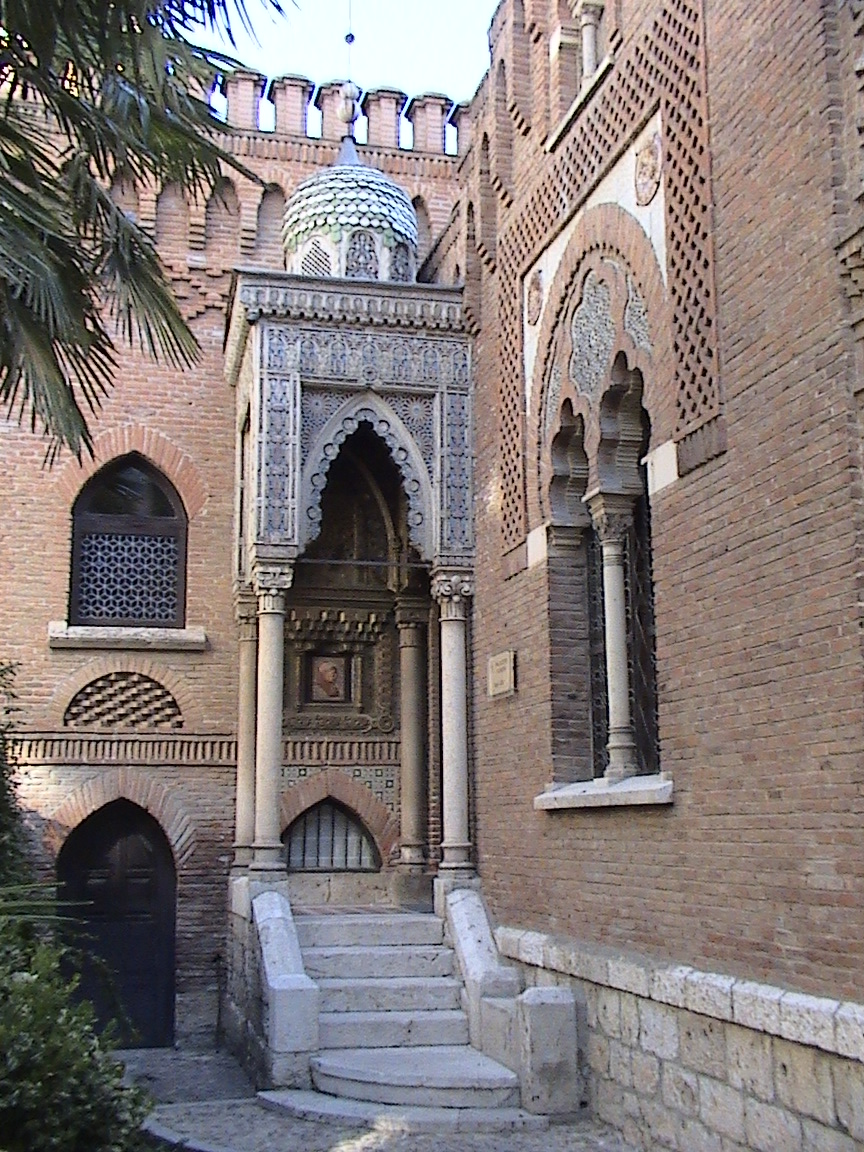
Palacio Laredo i Alcalá de Henares (1884)
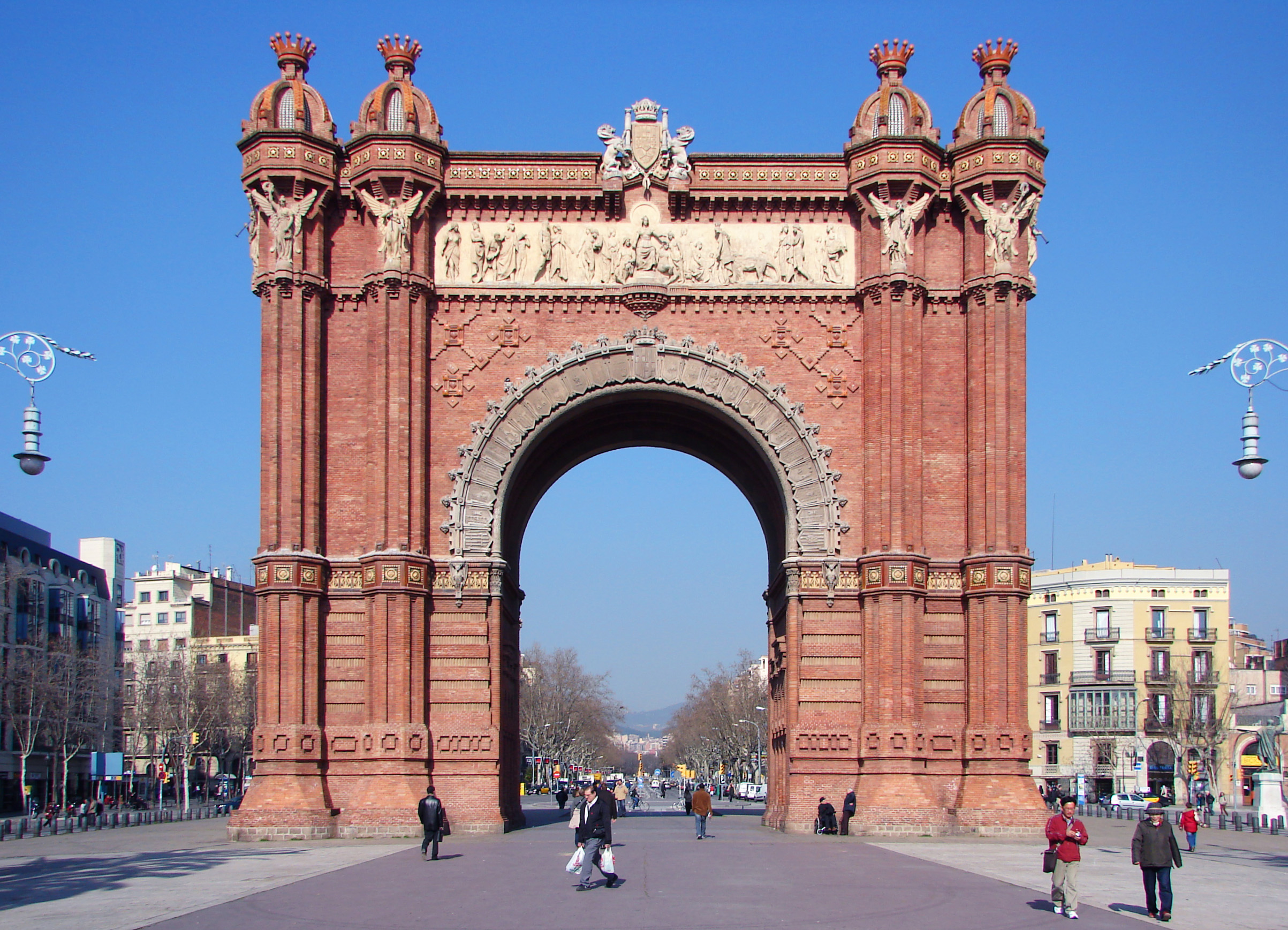
Arc de Triomf, Barcelona (1888)
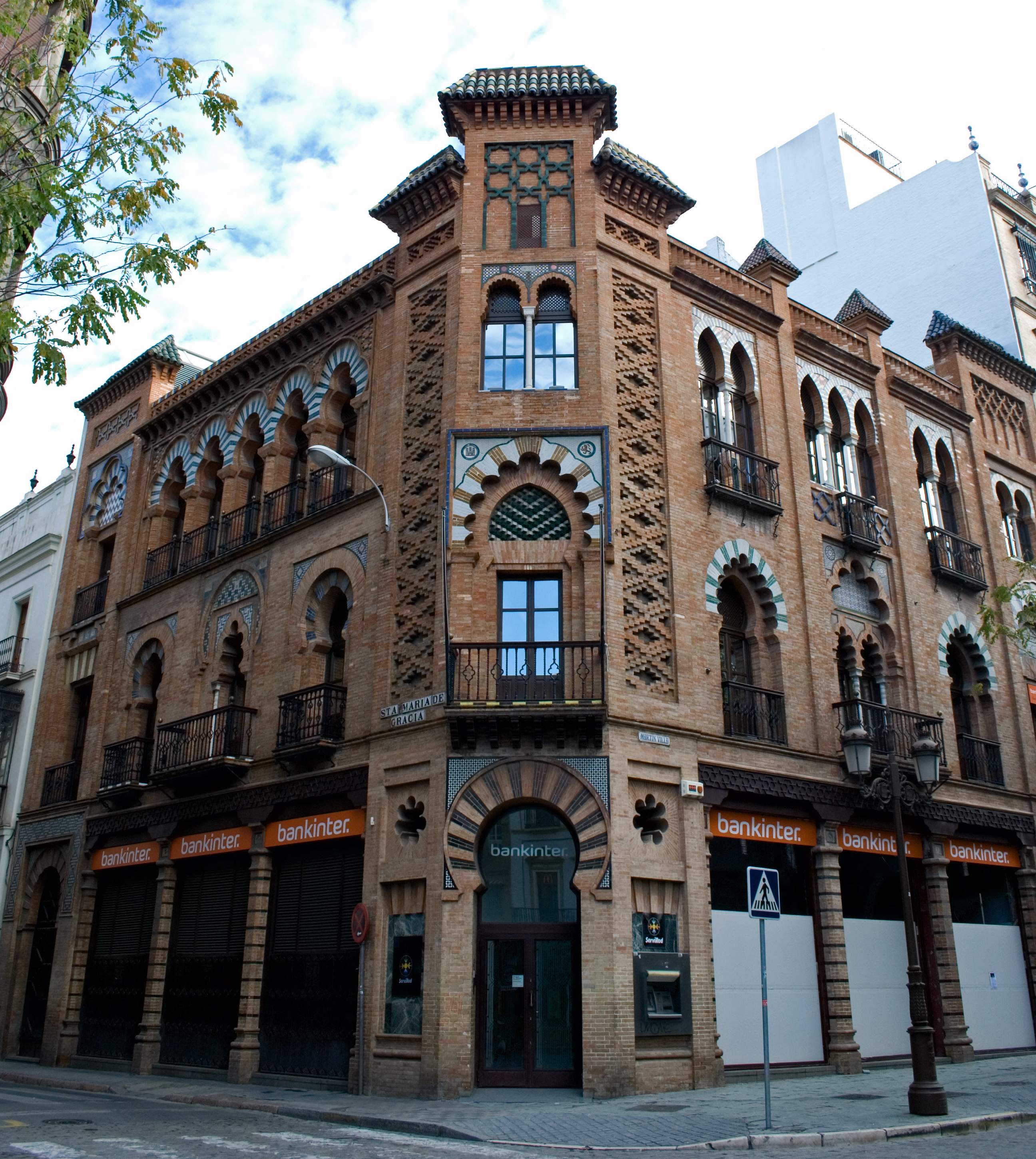
Neomudéjar-byggnad i Sevilla (1909)
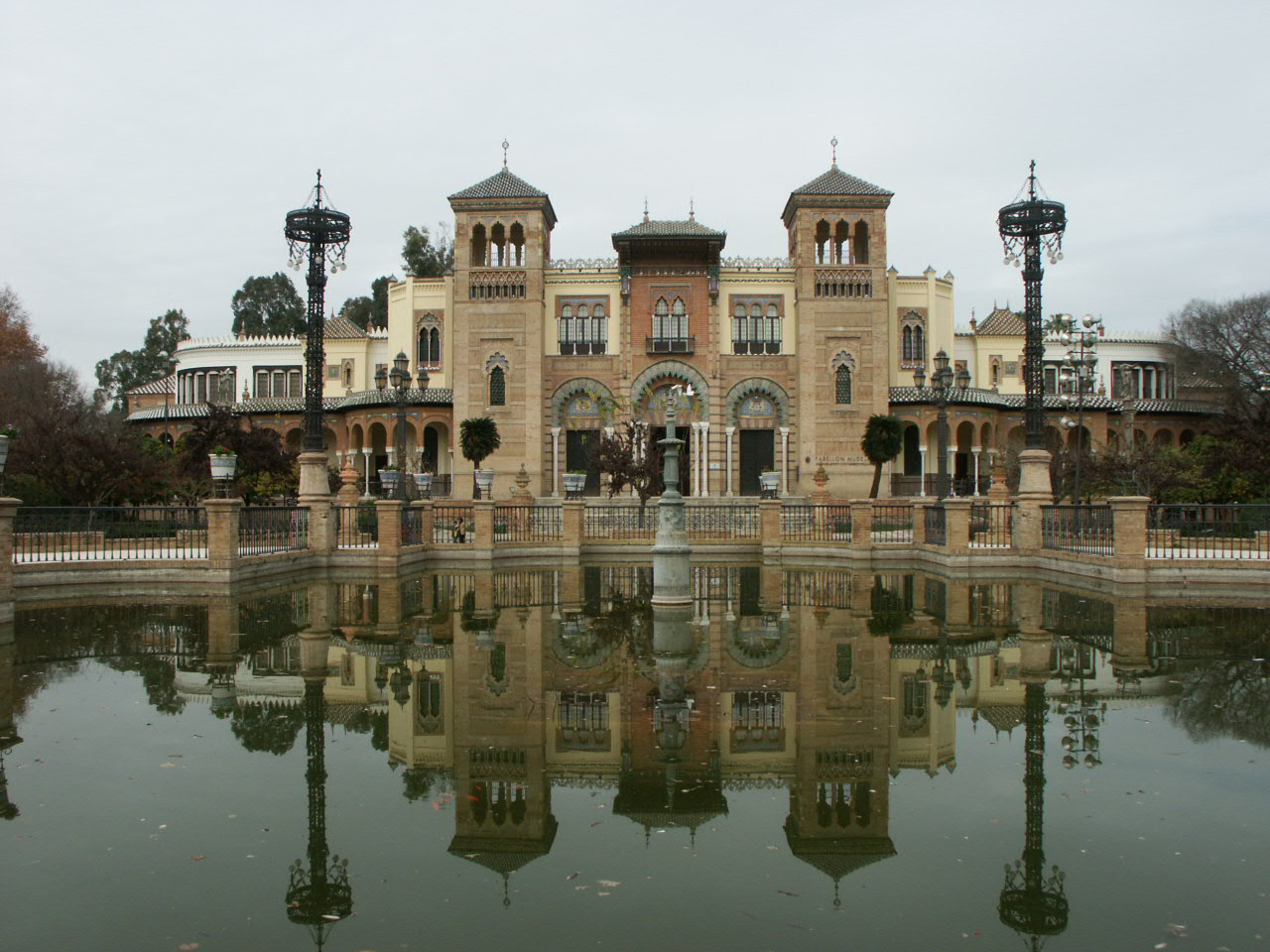
Museo de Artes y Costumbres Populares i Sevilla (1914)
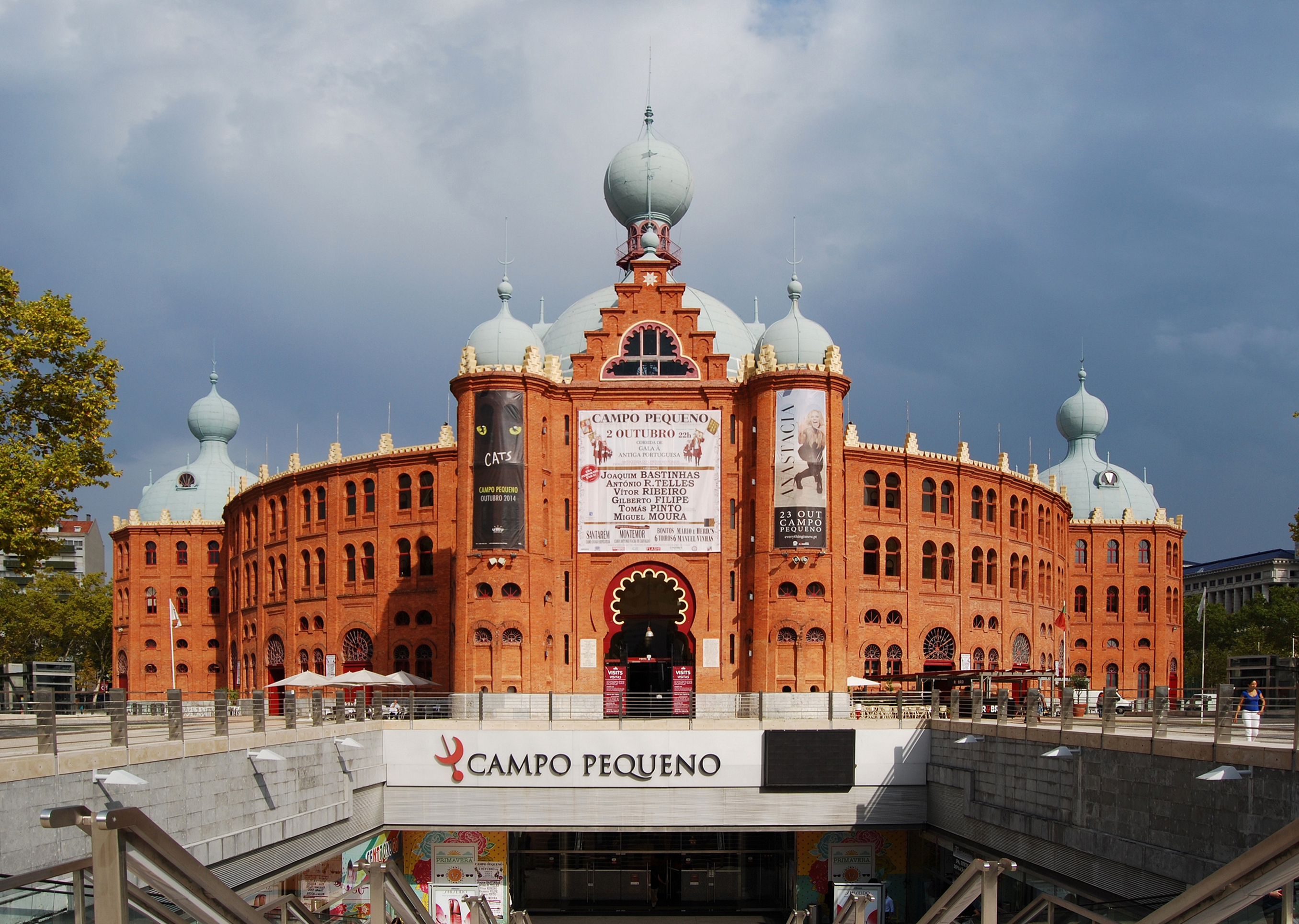
Campo Pequeno tjurfäktningsarena i Lissabon, Portugal (1892)
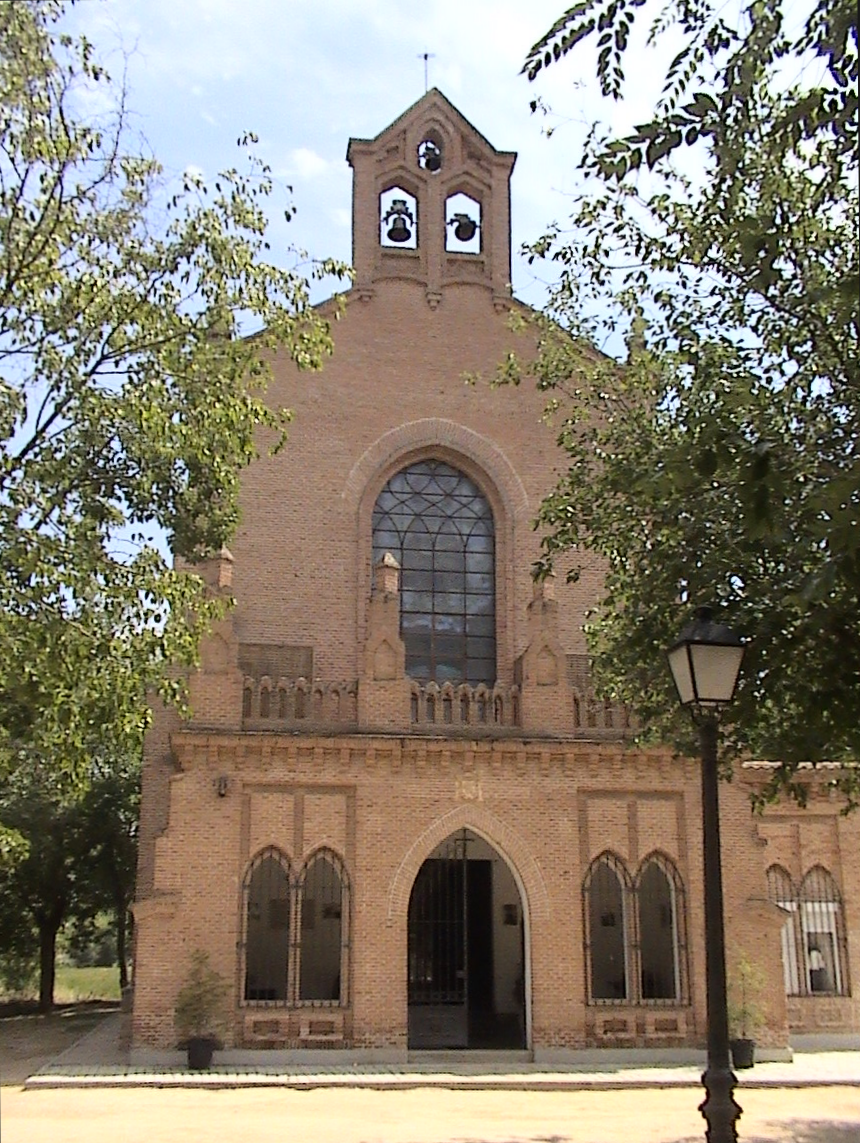
Ermita de la Virgen del Val i Alcalá de Henares (1926)
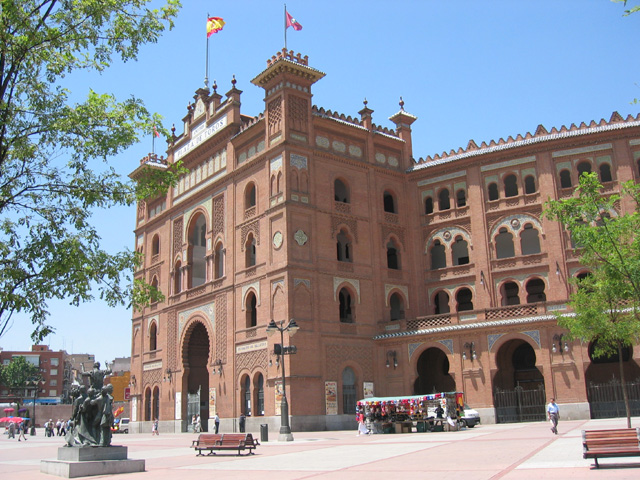
Las Ventas i Madrid (1929)
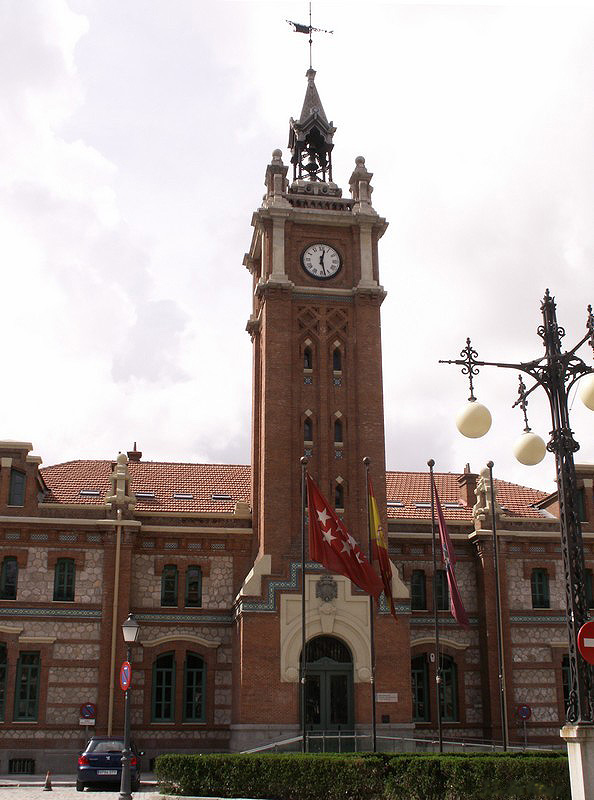
Casa del Reloj i Arganzuela, Madrid (1933)